# Владимир Вазов (булевард в София)
„Владимир Вазов“ е основен булевард и радиален път в София с дължина 5 km.
Носи името на българския офицер, генерал-лейтенант и бивш кмет на София – Владимир Вазов, брат на писателя Иван Вазов. Простира се от моста „Чавдар“ на запад до бул. „Ботевградско шосе“ на изток.

## Обекти
На бул. „Владимир Вазов“ или в неговия район се намират следните обекти (от запад на изток):
- Мост „Чавдар“
- Църквата „Св. Богородица“
- Читалище „Възраждане“
- 143 ОУ Г. Бенковски
- KFC
- Техмарт
- Общежитие за деца с увреждания
- Спортен център Левски
- Стадион „Георги Аспарухов“
- Слатинска река
- 18-и ДКЦ – филиал